# Druid Hill Park
Druid Hill Park is een van de oudste grote stadsparken van de Amerikaanse stad Baltimore, gelegen in het noordwesten van de stad.

## Geschiedenis

### Landgoed
Nadat Charles Calvert, de derde Lord Baltimore, een gedeelte van het gebied dat het huidige park beslaat in 1688 had vergeven, was het jarenlang in eigendom van meerdere timmermansfamilies. In 1716 kwam Nicholas Rogers in het bezit van een gedeelte, wiens schoonzoon George Buchanan het uitbreidde tot 625 acres (252 ha) en er een kasteel op liet bouwen. Rogers kleinzoon, die eveneens Nicholas heette, studeerde in Glasgow en trouwde, na in de oorlog tot colonel te zijn geslagen, met zijn nicht Eleanor, die weer uit de familie Buchanan afkomstig was. Nicholas Rogers jr. was een liefhebber van landschapsarchitectuur. Vermoedelijk heeft zijn tijd in en rond Glaslow invloed gehad op de inrichting van het park. Kenmerkend zijn de Engelse landschapsstijl en de aanwezigheid van bomen die opvallen door hun herfstkleuren. Ook de naam Druid Hill werd waarschijnlijk door hem bedacht. Tevens liet hij op de locatie van het kasteel tot tweemaal toe een landhuis bouwen; het eerste huis brandde af. Zijn zoon, Lloyd Nicholas Rogers, verkocht het park in 1860 aan de stad Baltimore, die het kon betalen dankzij de winst die was geboekt met de spoorwegen. De enige eis die hij daarbij stelde was dat zijn familieleden op de daar aanwezige begraafplaats, de Rogers Buchanan Cemetery, konden worden blijven begraven en de stad het onderhoud ervan zou verzorgen.

### Park

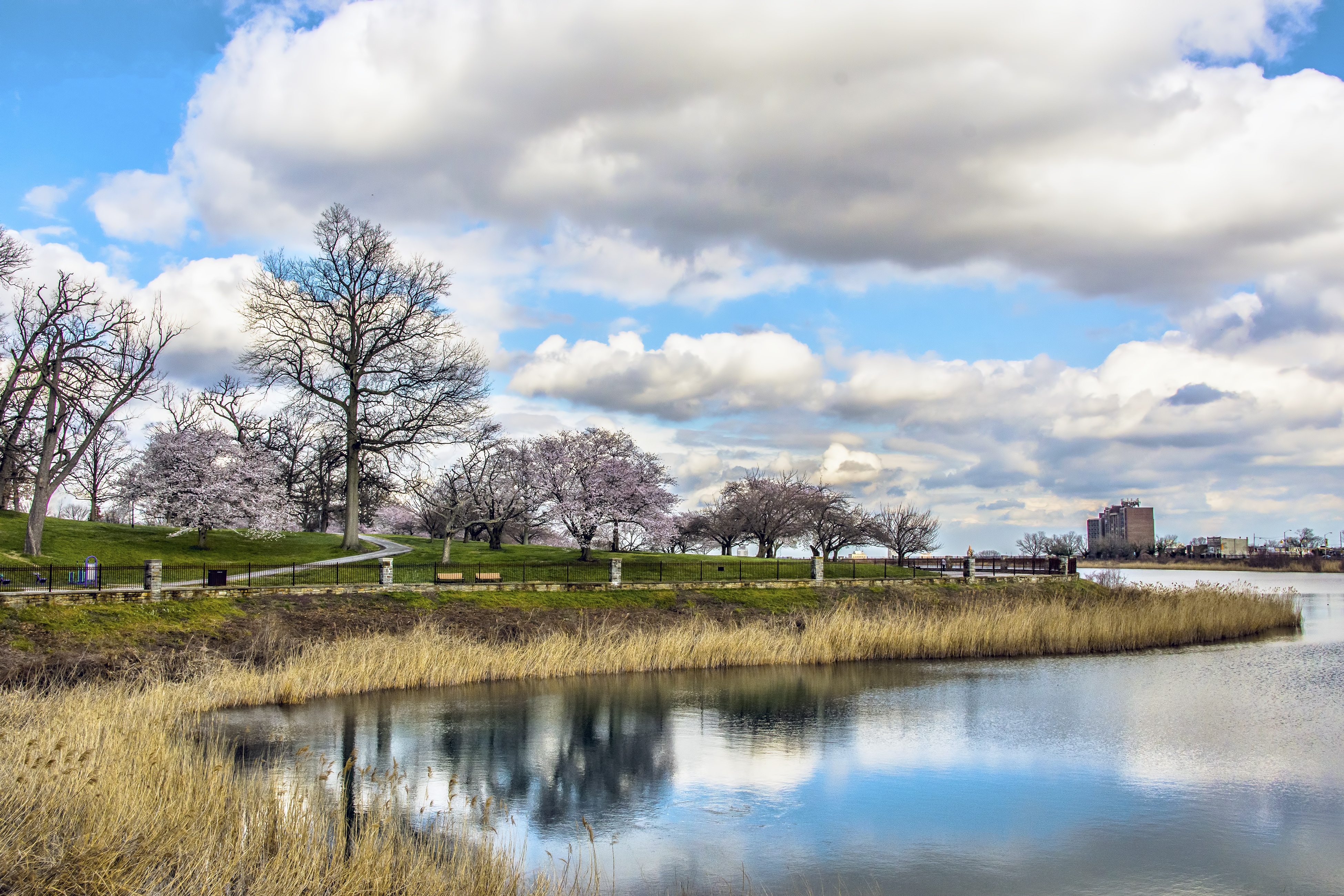
Het park met het Druid Lake

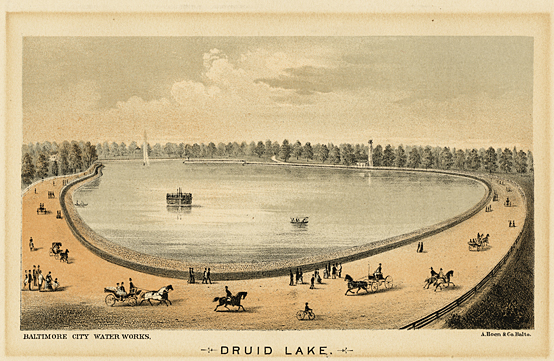
Tekening van het drinkwaterreservoir Druid Lake, ca. 1880

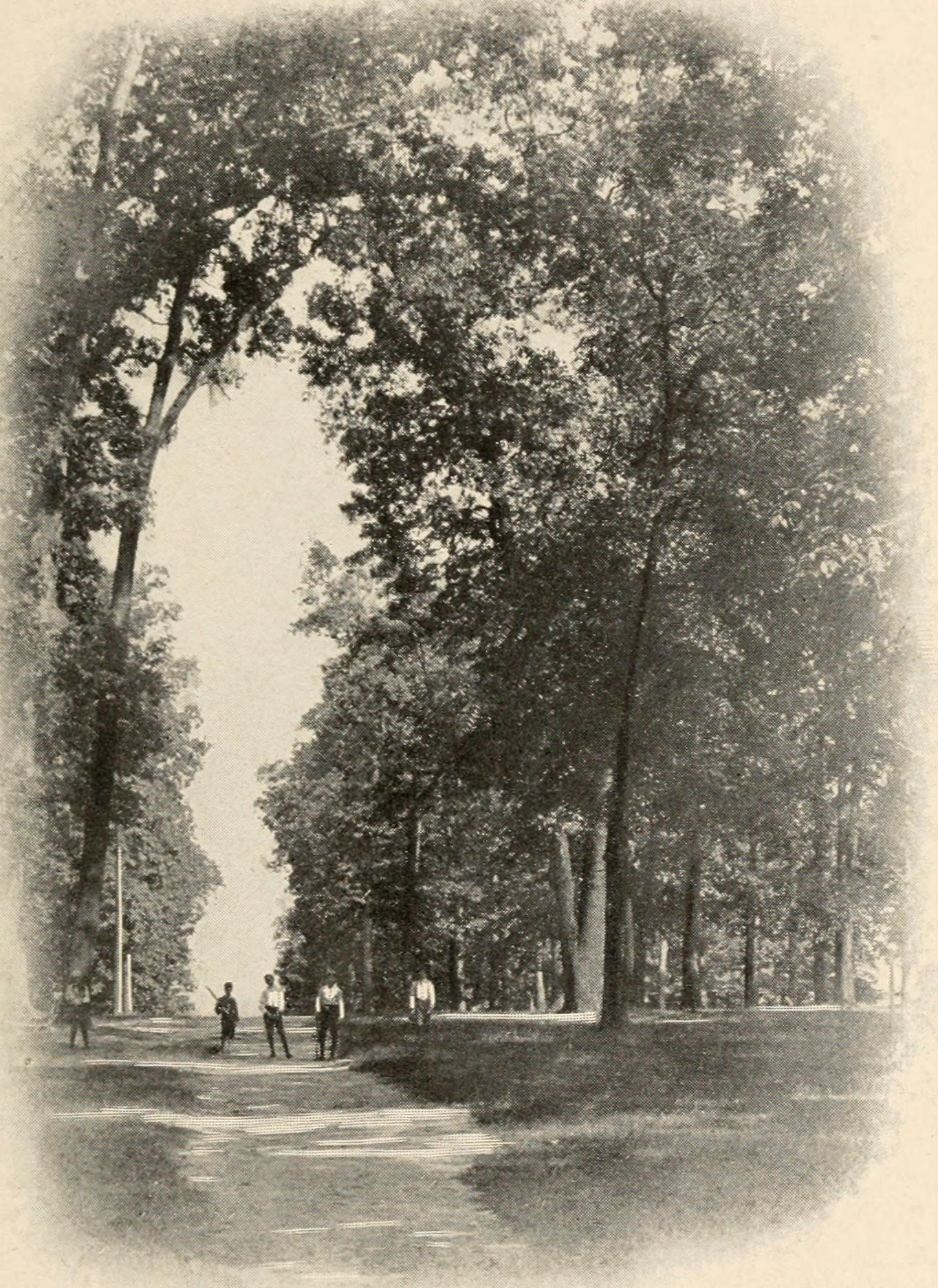
Foto van het park in 1914

Voor het ontwerp van het park trok de gemeentelijke parkcommissie Howard Daniels aan. Daniels had als landschapsontwerper onder meer diverse Amerikaanse begraafplaatsen ontworpen en had goede kennis van parken in de Engelse tuin-stijl. Voor Druid Hill Park tekende hij een ondergrond in romantische stijl met golvende structuren en schilderachtige landschappen. Veel van zijn ontwerp is nog zichtbaar, zoals de belangrijkste padenstructuur, de beboste parkranden die hij had behouden, diverse grasvelden en waterpartijen en een groot aantal sierbomen en -heesters. 
George A. Frederick werd aangesteld als parkarchitect. Frederick, die ook verantwoordelijk was voor het ontwerp van de Baltimore City Hall, drukte met het ontwerp van diverse gebouwen een belangrijke stempel op het park. Daarnaast werd Augustus Faul betrokken als ingenieur ter technische ondersteuning van Daniels. Charles H. Latrobe was als civiel ingenieur onder meer verantwoordelijk voor de entrees en bruggen.
Om het park met de stad te verbinden, werd een spoorlijn aangelegd die van North Avenue mensen tot in het centrum van het park bracht. De lijn werd geopend in 1864. Op het spoor reed een door paarden getrokken treintje. De eerste jaren werd deze door een particuliere maatschappij geëxploiteerd, maar vanwege problemen met de financiën nam de gemeentelijke parkommissie het beheer tussen 1865 en 1879 over. Zij maakte gebruik van zogenoemde dummy-stoommachines. Aan de spoorlijn waren drie stations gesitueerd: het Chinese Station (in aziatische bouwstijl), het Rotunda-station (vanwege het nabijgelegen muziekpaviljoen) en het Council Grove-station. Omdat de dummy-motoren de paarden van andere rijtuigen in het park zou afschrikken werd het treinverkeer tijdelijk gestaakt, maar na klachten werd de dienst weer opgepakt. Hierna kwam de spoorweg opnieuw in particuliere handen, tot het treintje in ca. 1890 stopte met rijden.

## Rassensegregatie
Lange tijd stond het park bekend om de raciale verscheidenheid van de bezoekers. In de jaren 1850 werden de parken in Baltimore nog gezamenlijk door de witte en zwarte bevolking bezocht. In 1865 wilde abolitionist Frederick Douglass een toespraak in het park houden, wat hem werd verboden. Met de toenemende raciale spanningen nam het aantal Afro-Amerikaanse bezoekers na de 19e eeuw af. In 1905 tekende de krant Baltimore Afro-American zonder succes protest aan bij de raad vanwege het feit dat de zwarte bezoekers op een afgescheiden plek moesten picknicken en zij van de tennisvelden werden geweerd. Met de rassensegregatie werden er dubbele voorzieningen zoals zwembaden aangelegd voor de zwarte en witte gasten. In 1915 besloot de raad, na het teruglopende bezoek van de zwarte bevolking, een accommodatie speciaal voor Afro-Amerikanen te openen in de kelder van het Mansion House. 
In 1948 speelden de Young Progressives of Maryland met de witte Mitzi Swan en de Black Tennis Club of Baltimore met de Afro-Amerikaanse Mary Coffee demonstratief een, vooraf met flyers aangekondigd, potje tennis op het tennisveld bestemd voor de witte bevolking. Een groep van 500 mensen keek toe, maar al snel werden de betrokkenen gearresteerd. Desondanks had dit protest grote invloed op het (stedelijk) debat over segregatie. Ter nagedachtenis aan dit protest is op de betreffende plek een plaquette geplaatst. In 1956 werd de segregatie in het park opgeheven. Hierna nam het bezoek van witte bezoekers af en het park wordt sindsdien in grootste mate gebruikt door de Afro-Amerikaanse bevolking.

## Voorzieningen en bezienswaardigheden

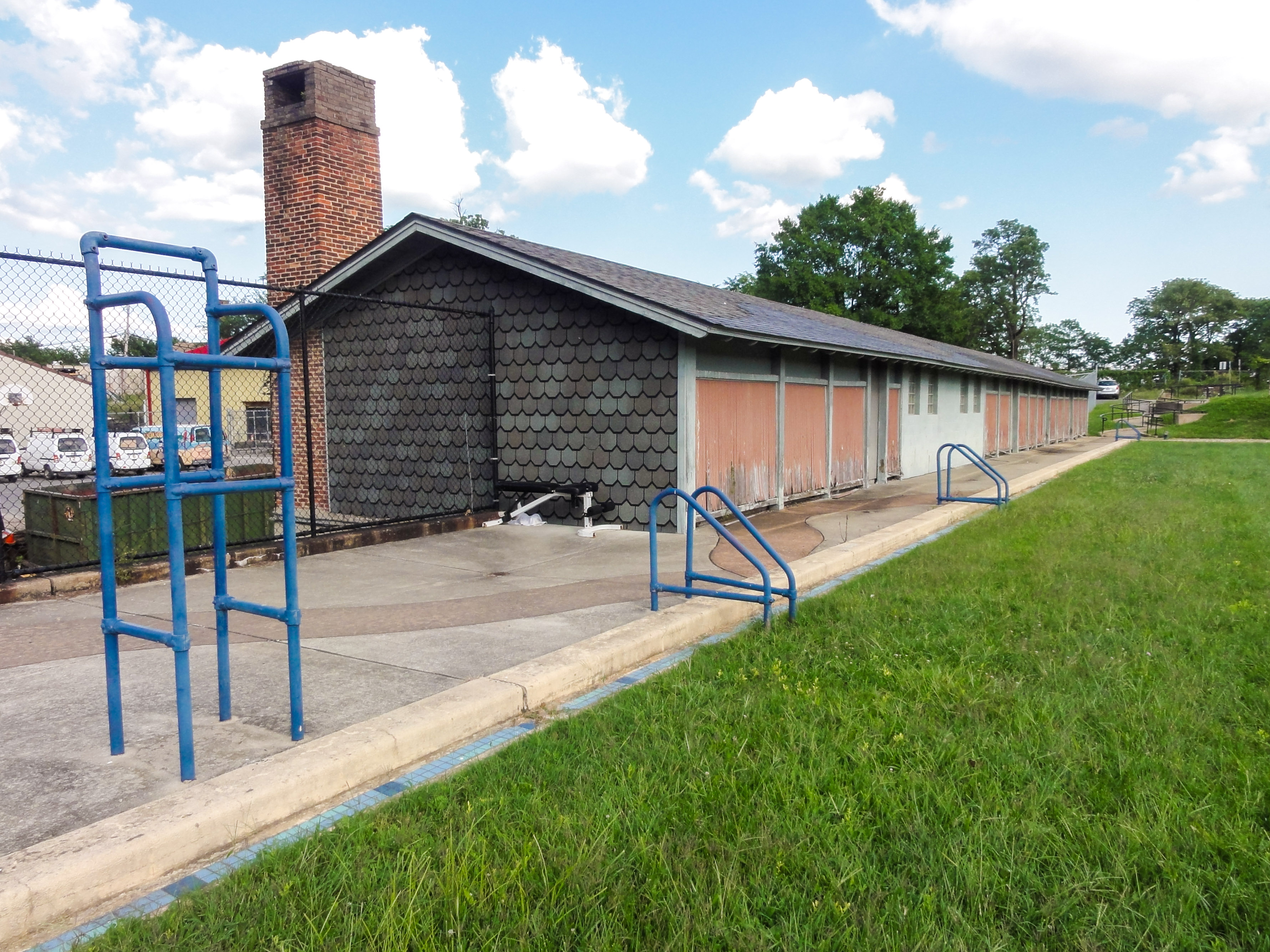
De Memorial Pool, een voormalig zwembad met badmeestersstoel en kleedkamers

In Druid Hill Park staat een groot aantal voorzieningen en bezienswaardigheden. Het landhuis uit ca. 1801 huisvest sinds halverwege de 20e eeuw het kantoor van de dierentuin die in 1876 in het park was geopend, de The Maryland Zoo. In het park liggen enkele meren, waaronder het Boat Lake (voorheen Upper Lake) en het grote (drink)waterreservoir Druid Lake (voorheen Chapman's Lake).
De stations van de spoorlijn waren door George A. Frederick ontworpen. Ze hebben in afgeslankte vorm nog steeds een plaats in het park, soms op een andere locatie: het Chinese Pavillion en Latrobe Pavilion als paviljoens en het voormalige Council Grove Station als entree van de dierentuin. Er staan ook enkele andere paviljoens in het park.
Tijdens het Victoriaanse tijdperk werden meerdere fonteinen in Victoriaanse stijl geplaatst, die aangesloten waren op natuurlijke bronnen en ook als drinkwatervoorziening gebruikt werden. In 1870 werd de Lake Tower gebouwd dat als observatietoren diende voor het Druid Lake. Een in het oog springend gebouw is het Howard Peters Rawlings Conservatory, een kasgebouw dat in 1888 werd opgeleverd. Het ontwerp was van de hand van George A. Frederick. De kas is onderdeel van een botanische tuin. 
Het park kent diverse sportfaciliteiten en heeft er nog meer gekend, zoals zwembaden, tennisvelden en velden voor honkbal, lacrosse, American football en diskgolf.
In het park staan daarnaast enkele herdenkingsmonumenten, zoals beelden van Christoffel Columbus en George Washington uit 1892. In 1893 werd het standbeeld van William Wallace geschonken door de Schotse investeerder William Wallace Spencer. In 1909 werd het Union Soldiers and Sailors Monument geplaatst, een monument ter herdenking van de soldaten van de Unie.

## Galerij

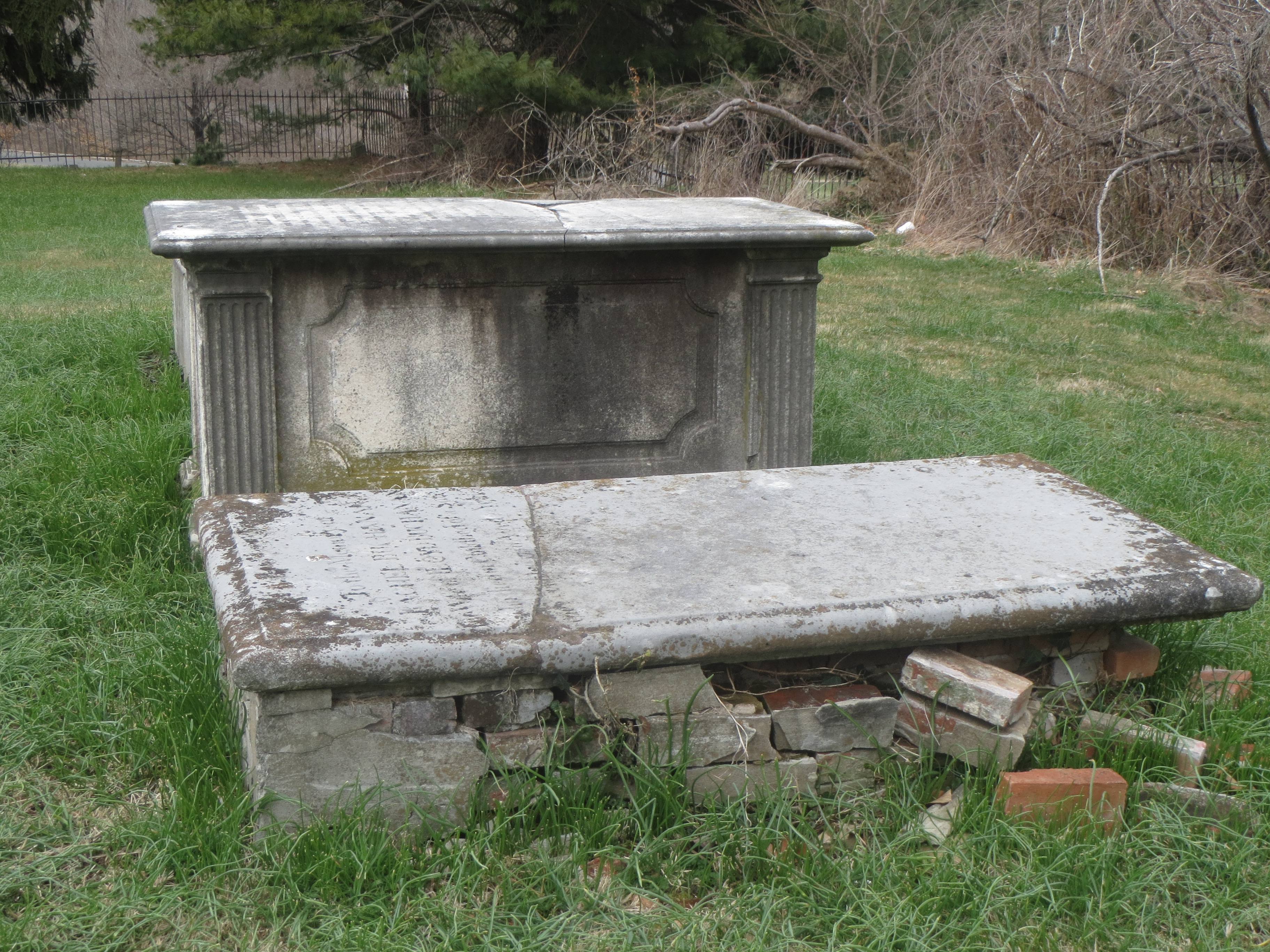
De Rogers-Buchanan-begraafplaats (ca. 1750)
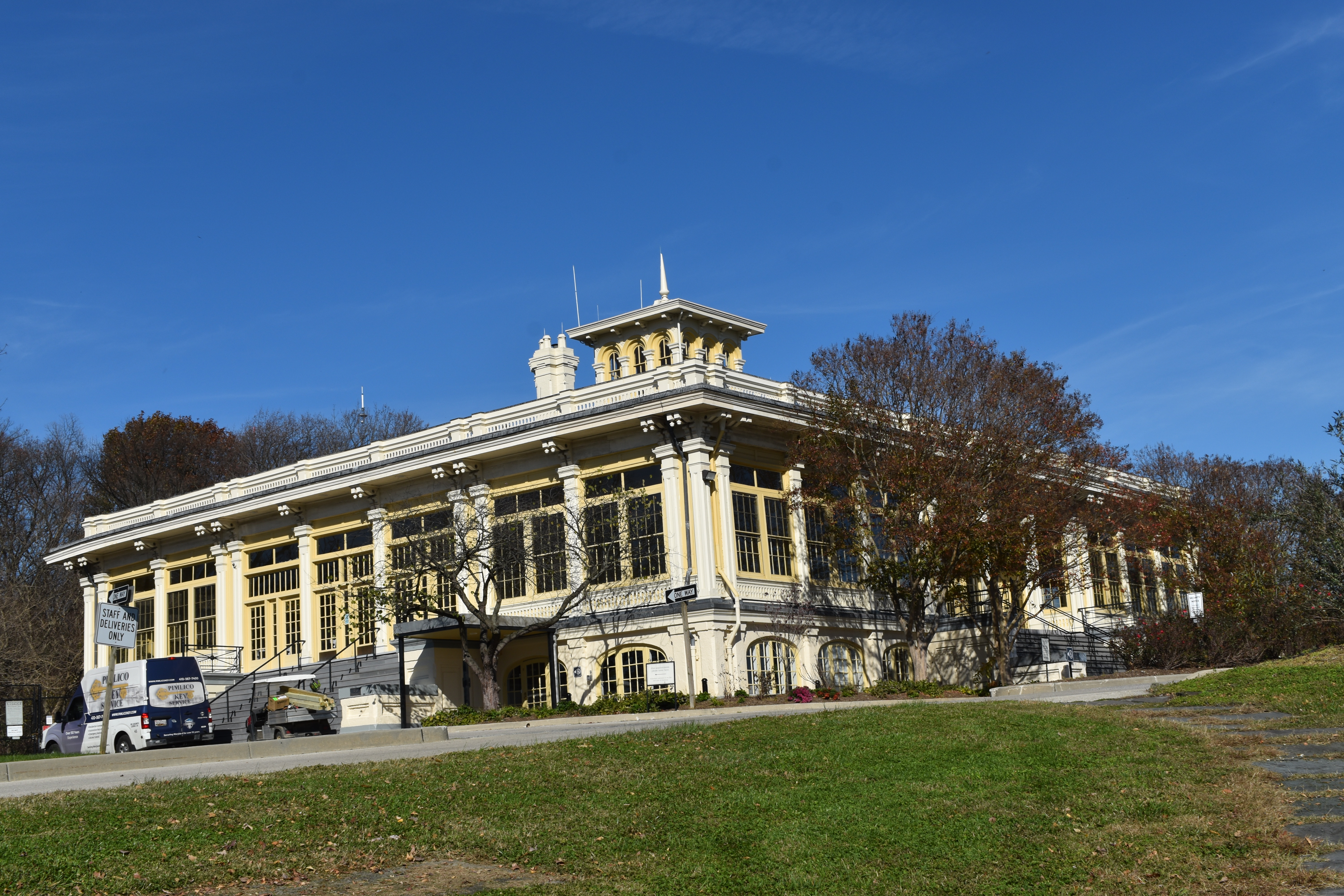
Het landhuis (1801) (Mansion House), gebouwd door Nicholas Rogers. Tegenwoordig in eigendom van The Maryland Zoo.
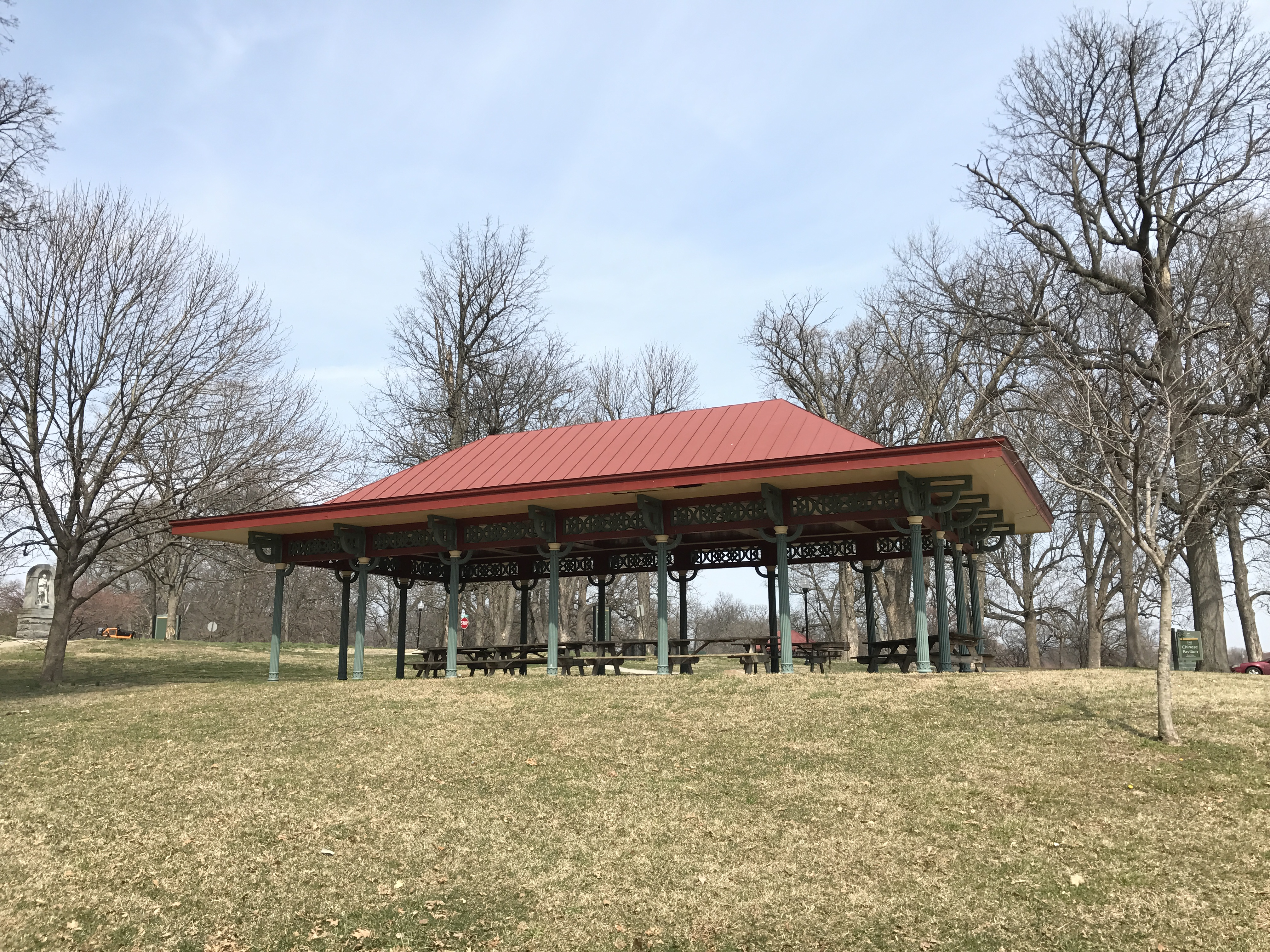
Chinees paviljoen (1864), voorheen The Chinese Station
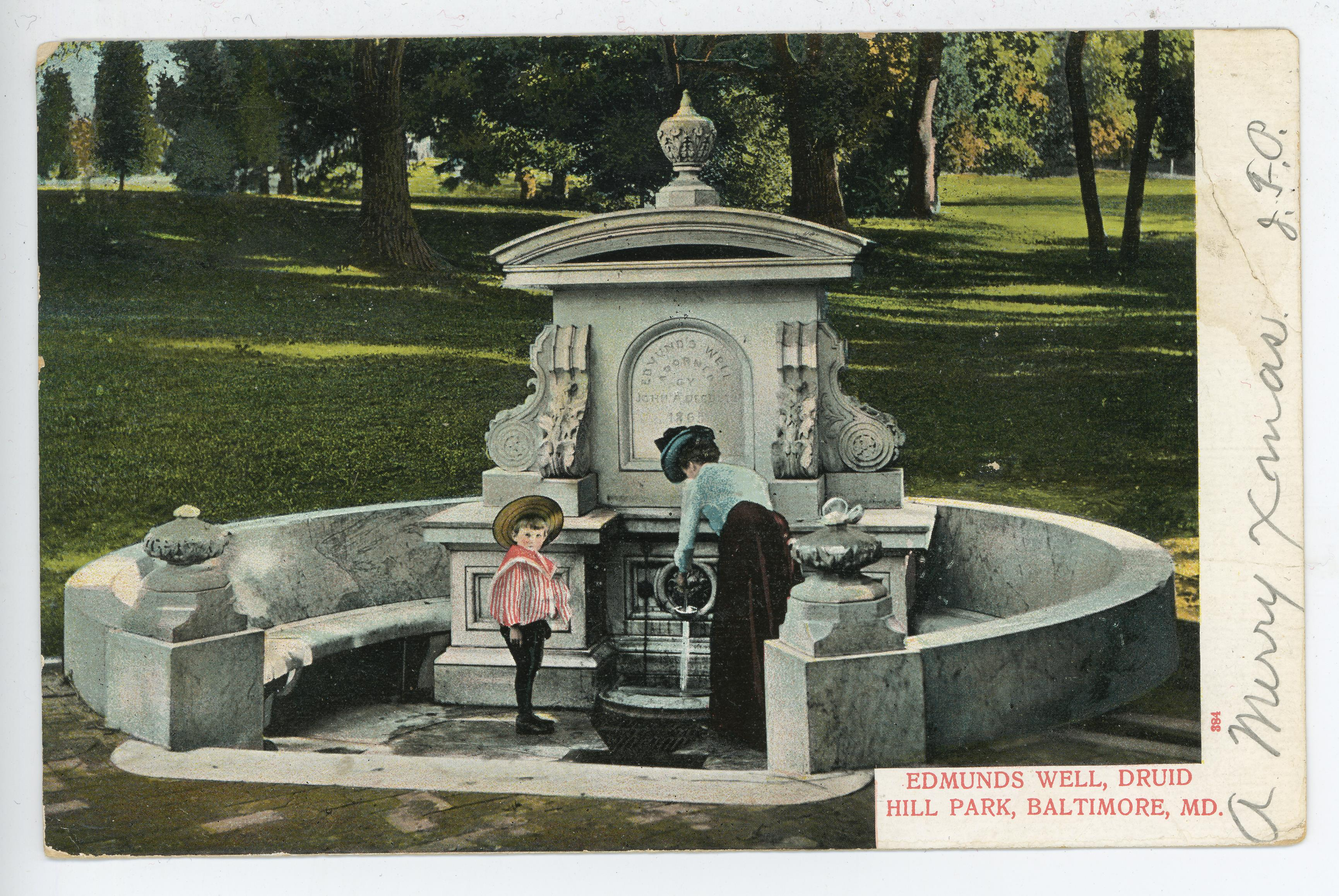
Een van de fonteinen in het park, de Edmundsbron (1865)
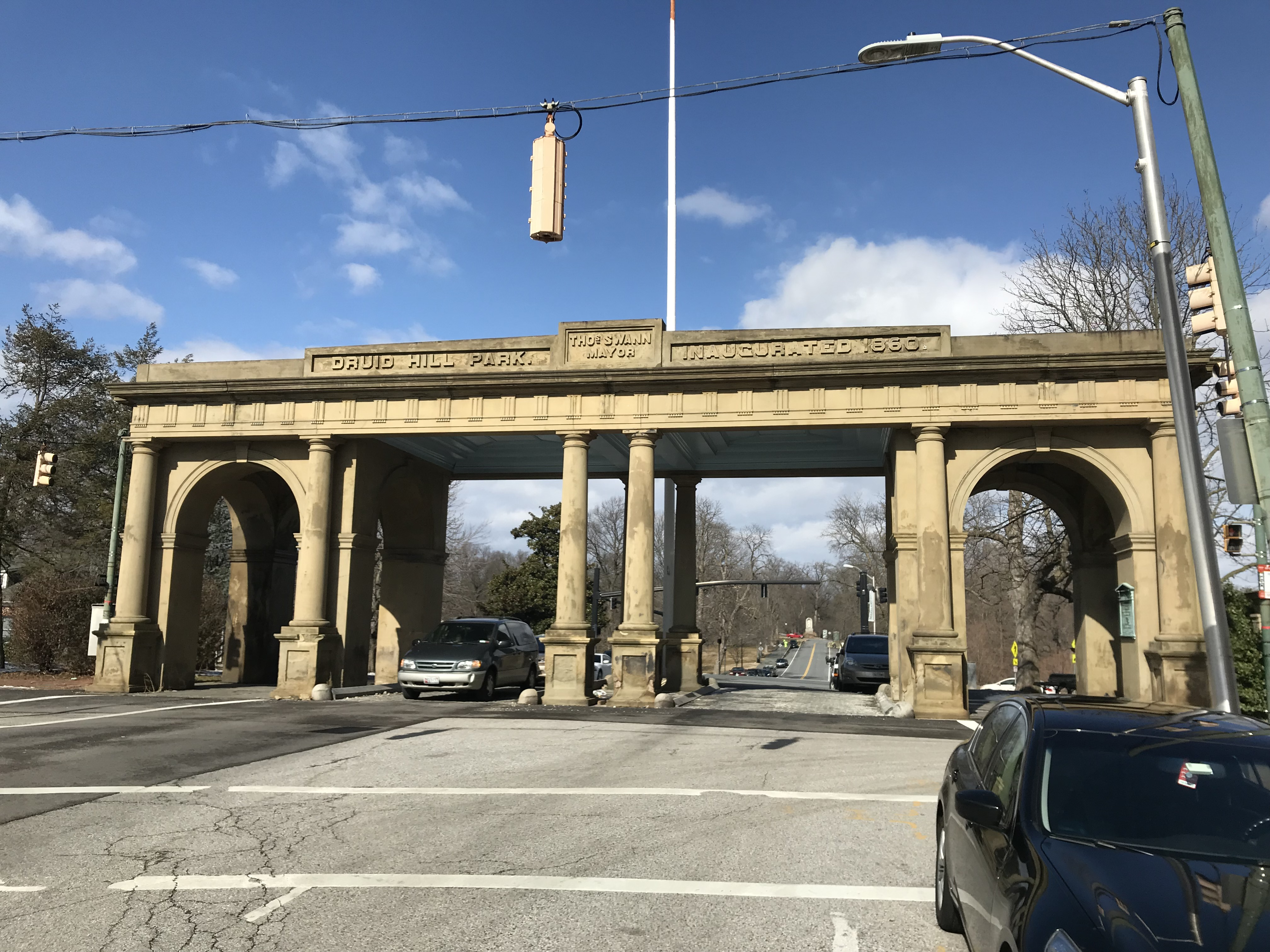
Toegangspoort (1867-1868) aan de Madison Avenue
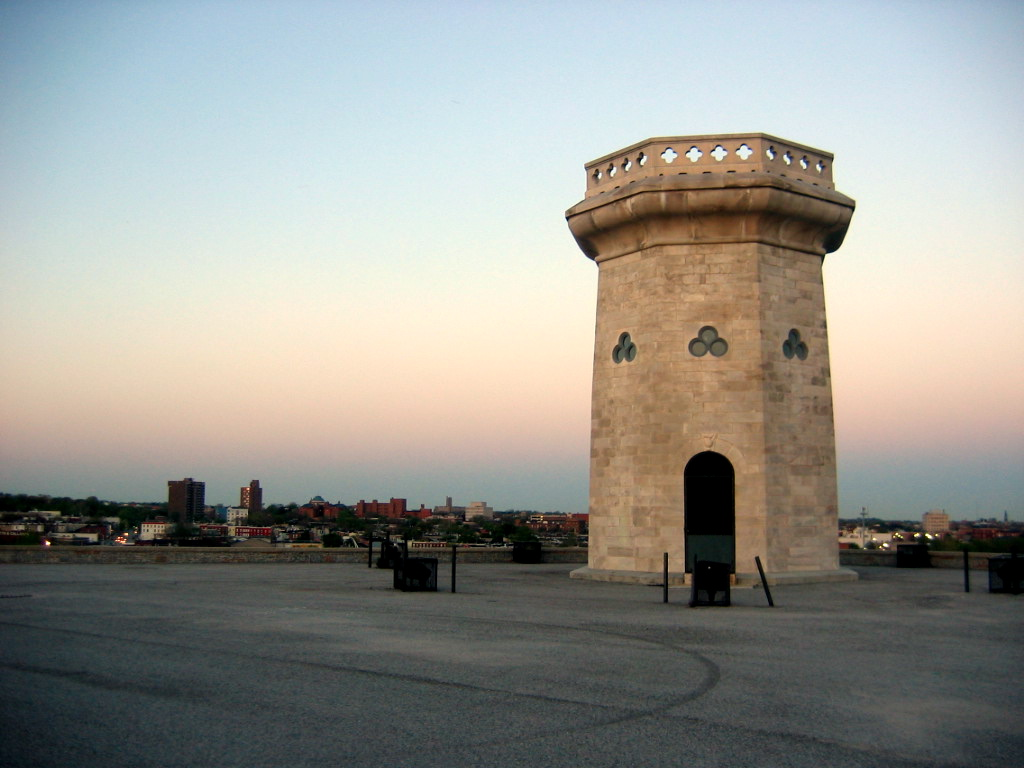
Observatietoren Lake Tower (1870)
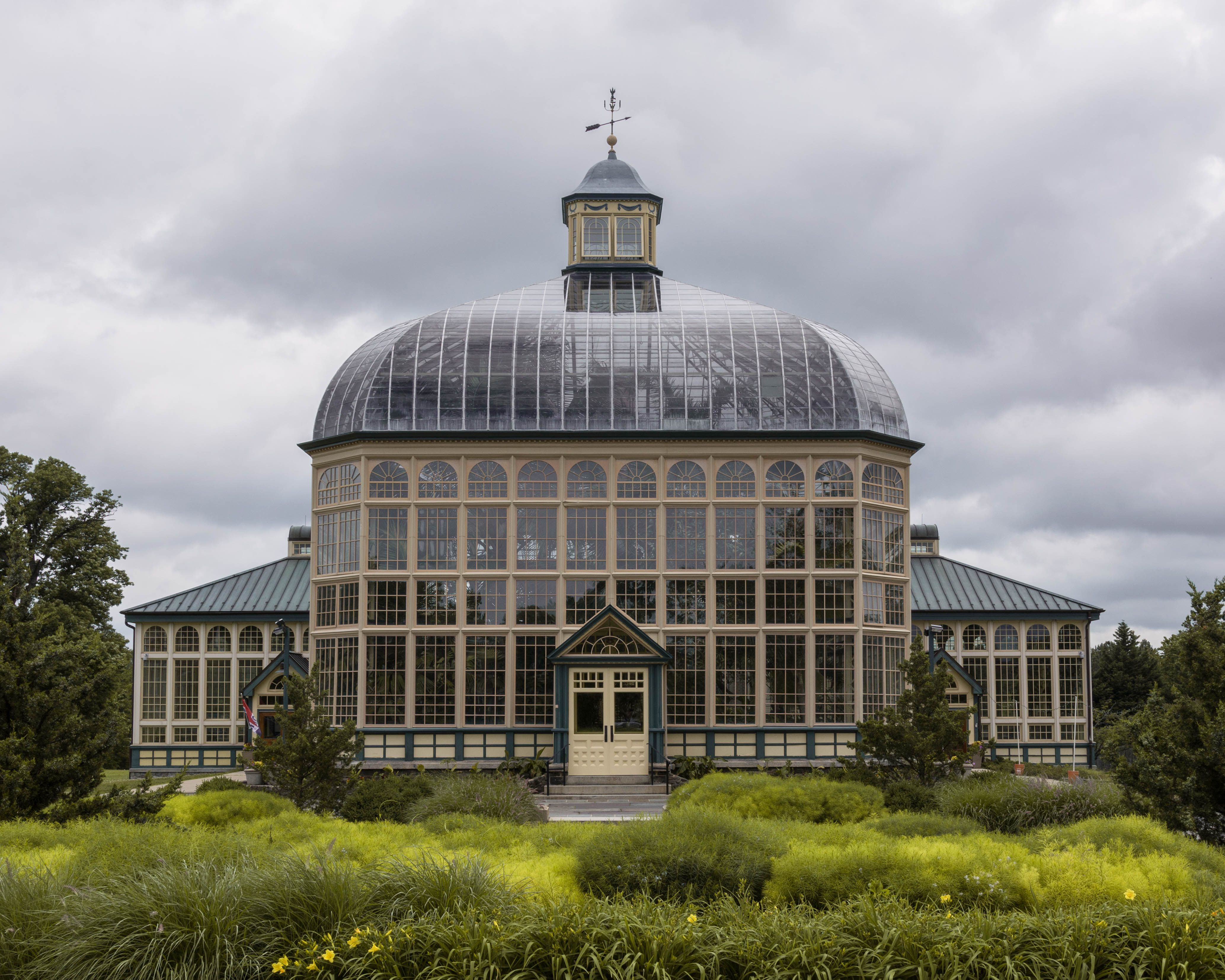
Het Howard Peters Rawlings Conservatory (1888) in de botanische tuin in Druid Hill Park
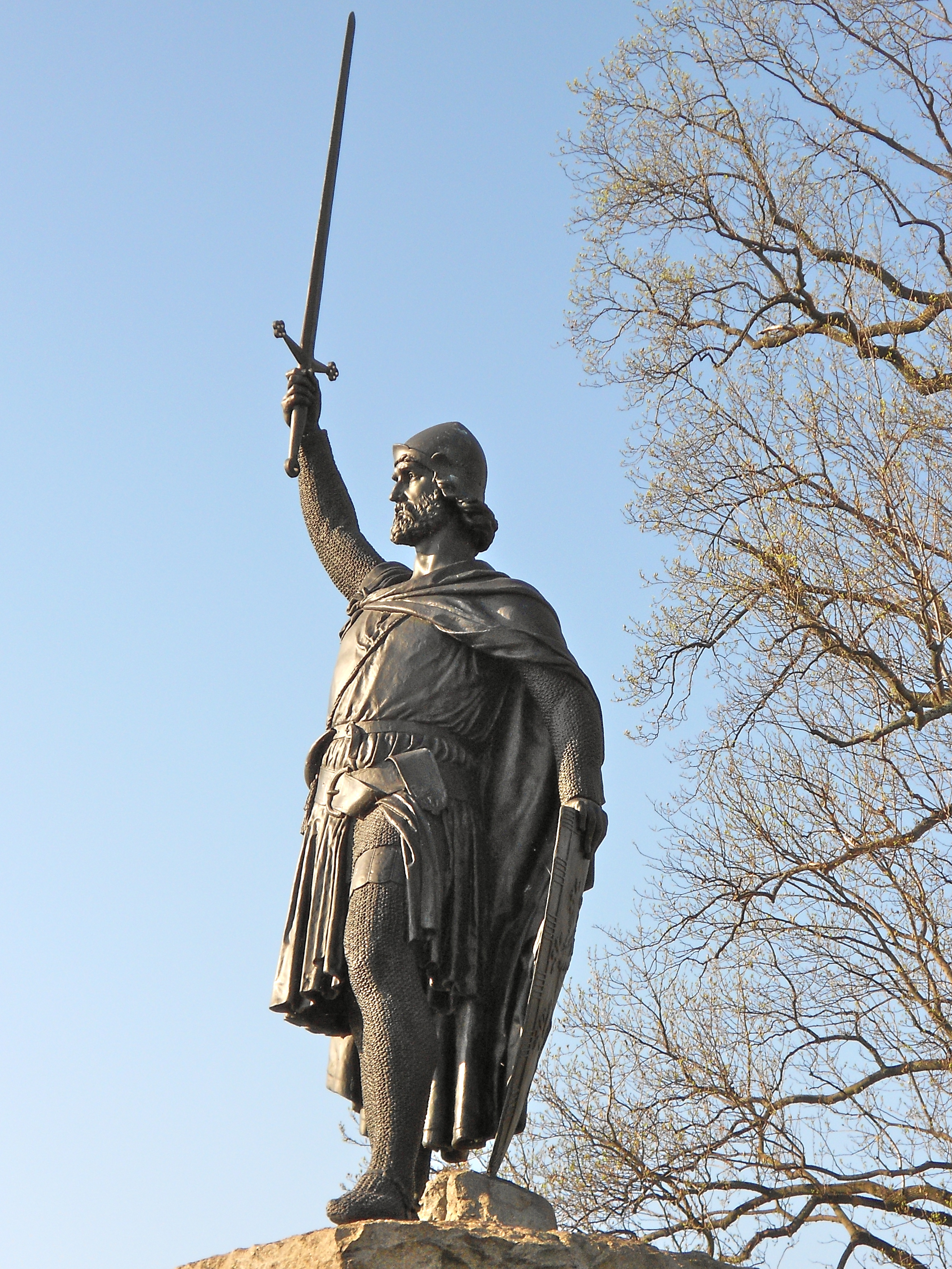
Het William Wallace memorial (1893)